# 무인 (영화)
"무인"(Warrior)은 한국에서 제작된 최기풍 감독의 1985년 액션 영화이다. 송재철 등이 주연으로 출연하였고 최춘지 등이 제작에 참여하였다.

## 출연

### 주연
- 송재철
- 서민경
- 윤정은
- 최민규
- 이예민

### 조연
- 김기범
- 윤일주
- 주상호
- 박광진
- 이인옥
- 조혜선
- 이석구
- 김욱

## 기타
- 조명: 김석진
- 녹음: 김성찬
- 녹음: 한양녹음실
- 현상: 세방현상소
- 효과: 이재희